# برنیستینسالدا
برنیستینسالدا (به لاتین: Brennisteinsalda) یک کوه و آتشفشان در ایسلند است که در رانگاربینسکترا واقع شده‌است. برنیستینسالدا ۸۵۵ متر بالاتر از سطح دریا واقع شده‌است.